# Stephan El Shaarawy
Stephan El Shaarawy (arabisk: ستيفان الشعراوي; født 27. oktober 1992) er en italiensk professionel fodboldspiller, som spiller for Serie A-klubben Roma og Italiens landshold.

## Karriere

### Genoa
Født I Savona af en egyptisk far og en italiensk mor, El Shaarawy kom på Serie A holdet Genoa i en alder af 13 år. Den 21. December 2008, hvor El Shaarawy var 16 år og 55 dage gammel, lavede han førsteholdsdebut for Genoa, hvor han spillede i en Serie A udekamp mod Chievo. Derved blev han den fjerde yngste spiller i Serie A’s historie. Det var hans eneste spillede kamp den sæson, men han var på bænken i mange andre kampe.
I juni 2010 blev han lånt ud til Padova som var et Italiensk Serie B hold I hans låneperiode hos Padova, blev han hurtigt en nøglespiller, hvor han ledte Padova til playoff-finalen hvor Padova tabte til Novara.

### AC Milan
25. juni 2011, skiftede El Shaarawy til den gigantiske Serie A fodboldklub AC Milan
.
Den 18. september 2011, fik El Shaarawy sin debut for Milan på Stadio San Paolo, hvor Milan tabte 3-1 til Napoli i Serie A. Tre dage senere, efter at være kommet på banen som udskifter for den skadede Alexandre Pato, scorede han sit første mål og gav Milan en uafgjort kamp på 1-1 mod Udinese. El Shaarawy fik kun syv kampe i sine første seks måneder I klubben (spillede kun 175 minutter). Derved kom der rygter om at han skulle lånes ud for at få mere spilletid. Men en beslutning blev taget mellem Galliani (direktør i Milano), Allegri (daværende træner) og El Shaarawy selv at blive i klubben for den nærmeste fremtid. Efter det begyndte hans præstationer for Milan at forbedre sig. Det fik ham til at blive en af de højst vurderede unge spillere i Italien.
El Shaarawy lagde op til et mål fra Robinho i en 3-0 sejr mod Cesena i Serie A den 23. Januar 2012. Det var hans første assist i Milan farverne. Den 8. februar 2012, scorede El Shaarawy i et 1-2 nederlag imod Juventus. (som altså var første semi-finale ud af to i den italienske Cup 2011/2012). Tre dage senere scorede han en vigtig vinder mod Udinese. Det var Udinese’s første hjemmekamp tabt i sæsonen og vendte også Milans dårlige form rundt.

### AS Monaco
Han er nu kommet til Monaco på et sæson lån

## International karriere
Spillede med det Italienske U-17 hold. Han deltog i både u-17 EM i 2009 og i 2009 FIFA U-17 Verdensmesterskaberne.
Han debuterede sammen med det italienske U-21 hold den 15. november 2011, i en kvalifikations kamp mod Ungarn.

## Statistikker
| Hold     | Sæson   | Liga  | Liga | Cup   | Cup | Europa1 | Europa1 | Total | Total |
| Hold     | Sæson   | Kampe | Mål  | Kampe | Mål | Kampe   | Mål     | Kampe | Mål   |
| -------- | ------- | ----- | ---- | ----- | --- | ------- | ------- | ----- | ----- |
| Genoa    | 2008–09 | 1     | 0    | 0     | 0   | —       | —       | 1     | 0     |
| Genoa    | 2009–10 | 2     | 0    | 0     | 0   | 0       | 0       | 2     | 0     |
| Padova   | 2010–11 | 29    | 9    | 1     | 0   | —       | —       | 30    | 9     |
| A.CMilan | 2011–12 | 18    | 2    | 4     | 2   | 1       | 0       | 23    | 4     |
| A.CMilan | 2012–13 | 13    | 10   | 0     | 0   | 4       | 1       | 17    | 11    |
| Total    | Total   | 63    | 21   | 5     | 2   | 5       | 1       | 73    | 24    |

1Europa inkludere UEFA Europa League og UEFA Champions League.

## Priser

### Klub
AC Milan
- Supercup Italien